# Ældre stenalder
Ældre stenalder er en del af jægerstenalderen. Ældre stenalder kaldes også Mesolitikum (faglig international betegnelse), mesolitisk tid eller mellemstenalder og spænder i Danmark ca. over 8.900 f.Kr. – 3.900 f.Kr. Ældre stenalder er en tid mellem den ældste stenalder (palæolitikum) og yngre stenalder (neolitikum).

## Ældre stenalder i Danmark
Ældre Stenalder opdeles i Danmark efter tre kulturer, der alle var skovjægere eller skov- og kystjægere.
- Maglemosekulturen, år 9300 til ca. 6800 f.v.t.
- Kongemosekulturen, ca. år 6800 til ca. 5400 f.v.t.
- Ertebøllekulturen, ca. år 5400 til 3900 f.v.t.

Maglemosekulturen var en skovjægerkultur, der opstod i løbet af præboreal tid hvor landet udviklede sig fra parktundra til at være mere og mere skovdækket, og fortsatte igennem boreal tid hvor landet var dækket af en lysåben skov. I den åbne skov var der store forekomster af store byttedyr som kronhjort,  urokse,  bison  og elg. I den efterfølgende atlantiske varmetid blev Danmark dækket af såkaldt klimaksskov, en tæt urskov af store gamle træer, der dækkede landet fra kyst til kyst. Nogen af de store byttedyr som f.eks. bison og elg forsvandt eller blev sjældnere, og i den mørke underskov blev det sværere at finde tilstrækkeligt alsidig føde. Maglemosekulturen blev afløst af Kongemosekulturen, der var en overgangskultur af både skov- og kystjægere, og bopladserne flyttede ud mod kysterne. I det meste af atlantisk tid, og den sidste del af ældre stenalder, forekom Ertebøllekulturen som var en ren kystjægerkultur - kendt for de mange fund af køkkenmøddinger fra denne periode. Herefter blev jæger-samler kulturerne i ældre stenalder, langsomt afløst af mere bofaste agerbrugskulturer i yngre stenalder, der derfor også kaldes bondestenalderen.

Tidsnavigation Danmark:
| Geologisk periode:       | ← Kvartær          | ← Kvartær          | ← Kvartær          | ← Kvartær          | ← Kvartær                                         | ← Kvartær                                         | ← Kvartær                                         | ← Kvartær                                         | ← Kvartær                                         |
| Subepoke/epoke:          | ← Sen Pleistocæn   | ← Sen Pleistocæn   | ← Sen Pleistocæn   | ← Sen Pleistocæn   | Holocæn                                           | Holocæn                                           | Holocæn                                           | Holocæn                                           | Holocæn                                           |
| Istid:                   | Sen Weichsel-istid | Sen Weichsel-istid | Sen Weichsel-istid | Sen Weichsel-istid | Flandern-mellemistid (den aktuelle mellemistid) → | Flandern-mellemistid (den aktuelle mellemistid) → | Flandern-mellemistid (den aktuelle mellemistid) → | Flandern-mellemistid (den aktuelle mellemistid) → | Flandern-mellemistid (den aktuelle mellemistid) → |
| Kronozone:               | Ældste dryas       | Bøllingtid         | Allerødtid         | Yngre dryas        | Præboreal tid                                     | Boreal tid                                        | Atlantisk tid                                     | Subboreal tid                                     | Subboreal tid                                     |
| Kulturhistorisk periode: |                    | Jægerstenalder     | Jægerstenalder     | Jægerstenalder     | Jægerstenalder                                    | Jægerstenalder                                    | Jægerstenalder                                    | Bondestenalder                                    | Bronzealder                                       |
| Kulturhistorisk periode: | Ældste stenalder   | Ældste stenalder   | Ældste stenalder   | Ældre stenalder    | Ældre stenalder                                   | Ældre stenalder                                   | Yngre stenalder                                   |                                                   | Bronzealder                                       |

## Ældre stenalder Internationalt
Nedgravning af Theviec- Museum of Toulouse: